# Hiéronyme de Syracuse
Pour les articles homonymes, voir Hiéronyme et Jérôme.
Hiéronyme de Syracuse, né v. 230 av. J.-C., est le dernier tyran de Syracuse, de 215 à 214 av. J.-C. (ou 216 à 215 selon d'autres chronologies).

## Famille
Hiéronyme est le fils de Gélon II, fils et héritier de Hiéron II, et de son épouse, Nereis d'Epire, fille de Pyrrhus II. Sa sœur, Harmonia, épouse de Thémistos, a été massacrée en -214.

## Biographie
Il succède à son grand-père à l'âge de 15 ans. Quoique Hiéron II ait préparé cette succession par l'accompagnement d'un conseil de tutelle, un des membres de ce conseil, Andranodoros, oncle du jeune prince, le pousse à la débauche pour exercer le pouvoir à sa place.
Cette succession se déroule à un moment crucial de la deuxième guerre punique, lorsque la série de victoires d'Hannibal ébranle la domination romaine. Influencé par le parti anti-romain et par les ambassadeurs carthaginois Hippocratès et Epicydès, Hiéronyme abandonne l'alliance romaine au profit de Carthage.
Des troubles confus enflamment Syracuse, et Hiéronyme est massacré avec la famille royale après 15 mois de règne,. L'oligarchie est restaurée à Syracuse.